# Тройка (транспортная карта)
«Тро́йка» — пополняемая транспортная карта, используемая для оплаты проезда в общественном транспорте Москвы, Московской области и в ряде других регионов России (в том числе и в отдельных городах). Постепенно число функций карты возрастает и будучи изначально строго транспортной картой Москвы, она превращается в полноценную платёжную систему. Доступна оплата «Тройкой» в ряде музеев России. Введена после изменения системы тарифов на пользование городским транспортом Москвы 2 апреля 2013 года. Используется уже в 41 регионе России. Планируется также и дальнейшее расширение использования системы в разных регионах России.

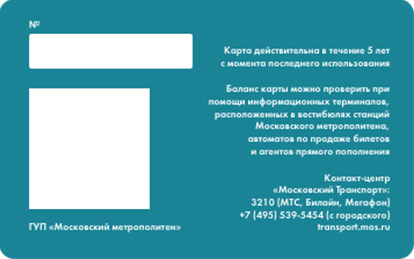
Карта «Тройка», макет обратной стороны

Из похожих проектов в Санкт-Петербурге действует «Подорожник», в Московской области — «Стрелка», в Уфе — «Алга», в Свердловской области — «Екарта», в Нижегородской области — «Ситикард», в Казани — «Транспортная карта», в Самарской области — «Объединённая транспортная карта», в Омской области — «Омка».

## Общие характеристики
«Тройка» представляет собой бесконтактную пластиковую карту Mifare Plus S, Plus X 2k, Plus EV1 2k (в режиме SL1 — совместимости с Mifare Classic) или Mifare Classic EV1, предназначенную для хранения денежных средств, которые можно использовать только для оплаты проезда в общественном транспорте (начиная с 2015 года — также для оплаты некоторых других услуг); по сути является транспортным электронным кошельком.
С 2019 года все компоненты карты «Тройка» были локализованы и производятся в России (за исключением чипов); в 2022 году из-за введённых санкций было локализовано и производство чипов. Карта полностью производится в России.

### Цели введения
Вводя в использование «Тройки», московские власти преследовали следующие цели:
- сокращение очередей (нет необходимости тратить время на отдельную оплату каждой поездки);
- создание единой карты для всех видов транспорта, поскольку транспортную карту «Мосгортранса» и «Единый» билет нельзя было использовать для проезда на метрополитене и в электропоездах соответственно.

Кроме того, М. С. Ликсутов, глава Департамента транспорта, во время первой презентации карты считал, что «Тройка» станет заменой проездных «Единый» на одну и две поездки. В связи с этим стоимость разовой поездки с использованием электронного счёта карты «Тройка» с 2014 года повышалась на значительно меньшую сумму, чем стоимость аналогичного бумажного билета.

### Функциональность карты

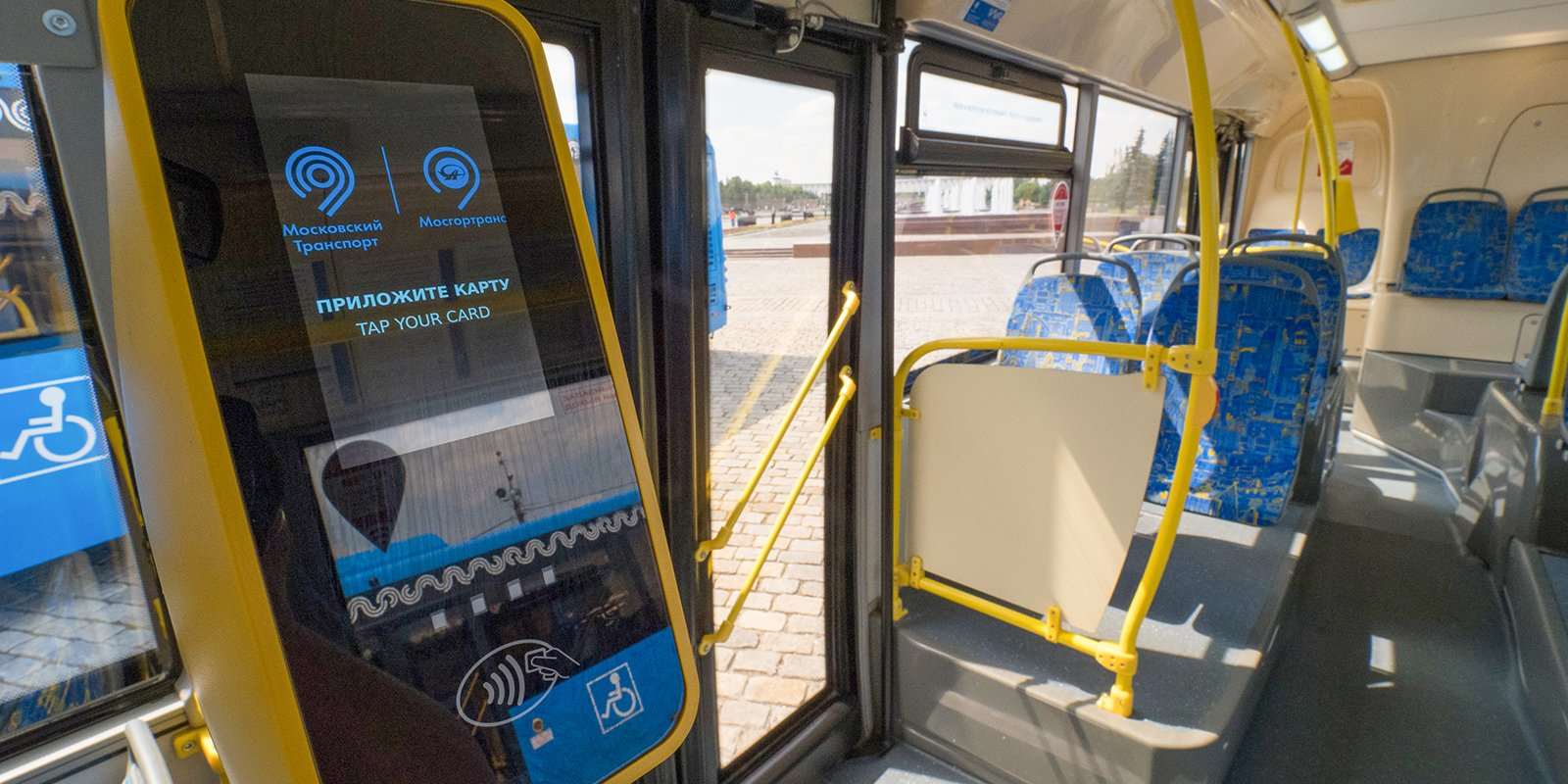
Терминал оплаты проезда в салоне московского автобуса (ЛиАЗ-5292.65)

Карта выдаётся в кассах Московского метрополитена, ЦППК, МТ ППК и автоматизированных киосках Мосгортранса. Залоговая стоимость карты — 150 рублей, которая возвращается пользователю при возврате карты. При покупке неперсонализированной карты документы предъявлять не требуется, однако при утере заблокировать и восстановить такую карту невозможно. После приобретения карты владелец может пополнять её баланс через кассы и автоматы метрополитена или Мосгортранса, приложения «Метро Москвы» и «Московский транспорт», онлайн на сайтах московского правительства mos.ru и портале «Московский транспорт», с помощью мобильных приложений «Метро Москвы», «Московский транспорт», «Мой умный город», «Госуслуги Москвы», «Сбербанк-онлайн» и «ВТБ-онлайн». Зачислить на «Тройку» можно денежные средства на сумму от 1 до 10 000 рублей и использовать её как «кошелёк». Деньги на балансе не сгорают в течение 5 лет после последнего пополнения. Карту можно в любой момент вернуть (в этом случае возвращается залоговая сумма), но находящиеся на ней средства вернуть сложно. Вывести их с карты есть шанс только в случае уважительного обоснования, почему карту дальше использовать не получится. Причиной может быть болезнь, переезд либо длительная командировка, и их факт необходимо подтвердить документально. Обращаться с заявлением и документами нужно в офис пассажирского агентства московского метрополитена.
Возможность персонализации «Тройки» (посредством привязки карты к номеру мобильного телефона) была обещана почти сразу после введения транспортной карты. Сначала планировалось реализовать её в сентябре 2013 года, позже сроки неоднократно переносились — на 2014, 2015 и 2016 годы, и наконец, в 2020 году была добавлена возможность привязки карты к личному кабинету в приложении «Метро Москвы».
Департамент транспорта Москвы постепенно расширяет спектр услуг, доступных по карте «Тройка», но не зависящих ответа транспортного комплекса. В 2015 году стало возможным оплатить «Тройкой» вход в Московский зоопарк (до 23 мая 2018 года) и музей «Лунариум» Московского планетария. При валидации карты на входном турникете со счёта «Кошелька» списывается стоимость полного входного билета в зоопарк. 29 декабря 2015 и 3 января 2016 года картой стало возможно оплатить вход на катки в парке Горького и на ВДНХ. По состоянию на 2019 год можно также оплачивать посещение 45 музеев и других городских сервисов.
Срок действия карты не ограничен. Деньги, которые на ней лежат, можно использовать в течение пяти лет с момента последнего прохода через турникет или пополнения.
Системы «Тройка» и «СберТройка» являются универсальными и взаимозаменяемыми: там, где работает одна система, автоматически работает и вторая.

### Количество выданных карт
- По состоянию на июль 2019 года у москвичей и гостей города было на руках свыше 25 млн карт, что сделало «Тройку» самой популярной транспортной картой в Европе[31].
- К началу марта 2021 года было выпущено 36 млн карт[32].
- 2 апреля 2023 года мэр Москвы Сергей Собянин сообщил, что реализовано уже более 47 млн карт системы[33].

### Программа лояльности
В июне 2018 года была запущена программа лояльности для владельцев транспортной карты «Тройка». Пользователи «Тройки» могут накапливать баллы за покупки у компаний-партнёров и использовать их для пополнения электронного кошелька и оплаты поездок.

### Система оплаты в Тульской области
Карта «Тройка» позволяет оплачивать проезд во всем общественном транспорте Москвы и Тульской области вне зависимости от места приобретения карты. В Туле оплатить проезд «Тройкой» можно на 64 внутригородских и 267 межмуниципальных маршрутах, а также в электричках Тула — Москва. Планируется подключение к системе коммерческого транспорта.
Места приобретения карты:
- кассы автовокзалов и автостанций Тулы и Тульской области,
- отделения «ОЕИРЦ»,
- железнодорожные кассы «ЦППК»,
- вендинговый автомат, расположенный на автовокзале Тулы.

Залоговая стоимость карты — 150 рублей.

### Система оплаты в Новом Уренгое
Картой «Тройка» возможна оплата во всём общественном транспорте Нового Уренгоя вне зависимости от места приобретения карты. Новая билетная система от компании «СберТройка» начала работать в муниципальном транспорте города с 1 октября 2021 года, и её функционирование реализуется в два этапа: первый — обновление операционной системы и обеспечение работы действующих в регионе карт школьников и студентов. Второй — обновление оборудования и запуск приёма оплаты проезда по карте «Тройка». При этом, на 18 ноября 2021 года в Новом Уренгое возможно приобрести муниципальную льготную транспортную карту школьника и студента, при этом приобрести классическую транспортную карту «Тройка» невозможно.

## Проездные билеты и тарифы
В 2013 году Дептранс Москвы заявил, что стоимость тарифов по «Тройке» не будет повышаться в течение нескольких лет и постепенно её использование станет выгоднее, чем использование любых других билетов. Вплоть до 31 января 2015 года базовые тарифы не поднимались, в то время, как стоимость картонных билетов на 1—2 поездки в 2013—2015 годах выросла от 20 % («Автобус» для зоны Б и «90 минут») до 60—66 % (ТАТ и «Единый»). В 2015 году стоимость базовых тарифов была проиндексирована в среднем на 2—3 рубля (3—7 % в зависимости от тарифа). Введённый в 2014 году тариф «Аэроэкспресс» равен стоимости разового билета, установленной перевозчиком.

### Тарифные зоны
Зональная тарификация проезда была впервые введена для городских маршрутов с 1 июля 2012 года. До 31 июля 2013 года для проезда в направлении ТиНАО действовали старые пригородные тарифы, также применявшиеся на ряде других пригородных маршрутов (кроме автобусных маршрутов № 400, 400к и 400т, на которых действовали свои тарифы, даже при условии высадки на областных остановках) и маршрутах 12-го автобусного парка, права на перевозки на которых были переуступлены «Мострансавто» и другим областным автоперевозчикам с 1 января 2015 года. Единственным отличием старозонных пригородных билетов от билетов для проезда в ТиНАО была надпись «Для проезда на присоединённых территориях г. Москвы».
После существенного расширения маршрутной сети Мосгортранса в ТиНАО, с 1 августа 2013 года тарифная система была пересмотрена путём введения двухзонной системы:
- зона А — административные округа Москвы (АО) до расширения территории в 2011 году (без Зеленоградского АО) и Новомосковский АО;
- зона Б — Троицкий и Зеленоградский АО и внутригородское муниципальное образование Кунцево.

Эта система имела ряд исключений из официально установленных правил:
- в примерно 20-километровой зоне вдоль границы Новомосковского и Троицкого округов действовал переходный участок[40], предназначенный для коротких поездок между зонами «А» и «Б». На нём действовали тарифы зоны «Б»[38][39]. С продлением Сокольнической и Солнцевской линий метро в 2016―2019 годах на территории переходного участка его наличие потеряло смысл, так как программное обеспечение турникетов метро и валидаторов наземного транспорта не распознавало пересечение границы тарифных зон на метро, а по общему алгоритму пересадка с наземного транспорта на эти станции метро и обратно тарифицировалась турникетом/валидатором по стандартному тарифу «90 минут»;
- для проезда внутри ЗелАО было назначено действие билетов зоны А, тогда как поездка между Москвой и Зеленоградом тарифицировалась как межзонная. Местоположение границы между зонами на транзитном областном участке автобусных маршрутов № 400, 400к и 400т, а также по трассе 1004 в Подольске и в принципе по Варшавскому шоссе (на МЦ1 объявлялось что действуют все билеты), никогда публично не афишировалось Департаментом транспорта Москвы, что приводило к конфликтом между пассажирами и сотрудниками ГКУ «Организатор перевозок»[41];
- недостатки ПО валидаторов наземного транспорта при отсутствии текущего контроля со стороны ГКУ «Организатор перевозок» позволяли де-факто проехать между зонами по тарифам электронного кошелька «Тройки» и банковским картам.
- С марта 2020 года также было невозможно купить билет на 1 поездку зоны Б (продавался только у водителя, по инструкции исключая остановку у метро и в старой Москве, где должны покрыть зону города, но некоторые продавали и при посадке там)

Зона Б была объединена с зоной А с 1 сентября 2021 года.

### Электронный кошелёк
Функция электронного кошелька имеется на каждой карте «Тройка». Внести денежные средства на электронный кошелёк можно в кассах метрополитена, кассовых автоматах, а также удалённо. Из электронного кошелька можно оплатить поездки на городском транспорте Москвы (тариф «Кошелёк»). Кроме того, с помощью электронного кошелька «Тройки» можно оплатить (по их собственным тарифам) поездки на других средствах транспорта и посещение ряда заведений в городе. Например: проезд в пригородных электропоездах, на «Аэроэкспрессе», в Московской канатной дороге, также посещение некоторых музеев и пр.

### Тарифы «Кошелёк»
Тарифы «Кошелёк» предназначены для оплаты поездок на городском транспорте Москвы с помощью электронного кошелька «Тройки»: на метро, Московском центральном кольце (МЦК), на наземном транспорте (электробусе, автобусе, трамвае) и на линиях МЦД (включая маршруты дальних пригородных поездов, но исключая РЭКС и экспрессы с местами) не далее границы зоны «Пригород».
По состоянию на 1 июня 2025 года имеются два вида базового тарифа:
- «Единый» (67 рублей) для оплаты одной поездки на наземном транспорте, метро, монорельсе, МЦК и МЦД в зоне «Центральная», с августа 2021 года — также на речном трамвае Захарково — Северный речной вокзал;
- «90 минут» (67 рублей ) — позволяет совершить поездку с неограниченным числом пересадок на наземном общественном транспорте города при условии привязки «Тройки» в личный кабинет приложения «Метро Москвы»[44];
- «90 минут» (100 рублей) — неограниченное число пересадок на наземном общественном транспорте с одной поездкой на метро, монорельсе, МЦК и в зоне «Центральная» МЦД.

Выбор тарифа билета происходит автоматически: при первой посадке с карты списывается тариф одиночной поездки «Единый» (67 рублей), а затем, если в течение 90 минут с начала поездки была осуществлена пересадка на другой маршрут, активизируется тариф «90 минут» и оплата за дальнейшие пересадки на наземном транспорте в течение этих 90 минут не будет списываться с электронного кошелька; при пересадке на метро, монорельс, МЦК или МЦД дополнительно списывается 33 рубля.
До отмены зоны Б тарифы «Кошелёк» были не действительны для перемещения между зонами. В этом случае рекомендовалось использовать билет «Единый» с лимитом поездок на 1, 2 и 60 поездок или месячный безлимитный билет «Автобус» или «Единый» билет на один календарный месяц.

### Запись проездных билетов
В карте «Тройка» также реализована возможность привязки к карте, — «записи», — различных проездных билетов для проезда на городском транспорте Москвы, а также билетов на пригородные электропоезда.
Билеты для проезда на городском транспорте, которые можно записать на карту «Тройка» (по состоянию на июнь 2025 года):
| Билет                                 | Количество поездок или время действия | Стоимость, руб. | Срок действия | Описание |
| ------------------------------------- | ------------------------------------- | --------------- | --- | --- |
| Единый (на время, зона «Центральная») | 1 сутки                               | 375             | После приобретения даётся 10 дней для активации (приложить карту к валидатору или турникету), на 11 день он активируется автоматически | Неограниченное число поездок на метро, МЦК, МЦД (зона «Центральная») и наземном транспорте Москвы              |
| Единый (на время, зона «Центральная») | 3 суток                               | 720             | После приобретения даётся 10 дней для активации (приложить карту к валидатору или турникету), на 11 день он активируется автоматически | Неограниченное число поездок на метро, МЦК, МЦД (зона «Центральная») и наземном транспорте Москвы              |
| Единый (на время, зона «Центральная») | 30 дней                               | 3 160           | После приобретения даётся 10 дней для активации (приложить карту к валидатору или турникету), на 11 день он активируется автоматически | Неограниченное число поездок на метро, МЦК, МЦД (зона «Центральная») и наземном транспорте Москвы              |
| Единый (на время, зона «Центральная») | 90 дней                               | 7 650           | После приобретения даётся 10 дней для активации (приложить карту к валидатору или турникету), на 11 день он активируется автоматически | Неограниченное число поездок на метро, МЦК, МЦД (зона «Центральная») и наземном транспорте Москвы              |
| Единый (на время, зона «Центральная») | 365 дней                              | 22 650          | После приобретения даётся 10 дней для активации (приложить карту к валидатору или турникету), на 11 день он активируется автоматически | Неограниченное число поездок на метро, МЦК, МЦД (зона «Центральная») и наземном транспорте Москвы              |
| Единый (на время, зона «Пригород»)    | 30 дней                               | 3 940           | После приобретения даётся 10 дней для активации (приложить карту к валидатору или турникету), на 11 день он активируется автоматически | Неограниченное число поездок на метро, МЦК, МЦД (зона «Центральная» и «Пригород») и наземном транспорте Москвы |
| Единый (на время, зона «Пригород»)    | 90 дней                               | 10 080          | После приобретения даётся 10 дней для активации (приложить карту к валидатору или турникету), на 11 день он активируется автоматически | Неограниченное число поездок на метро, МЦК, МЦД (зона «Центральная» и «Пригород») и наземном транспорте Москвы |
| Единый (на время, зона «Пригород»)    | 365 дней                              | 29 400          | После приобретения даётся 10 дней для активации (приложить карту к валидатору или турникету), на 11 день он активируется автоматически | Неограниченное число поездок на метро, МЦК, МЦД (зона «Центральная» и «Пригород») и наземном транспорте Москвы |
| Автобус-Трамвай                       | 30 дней                               | 2000            | После приобретения даётся 10 дней для активации (приложить карту к валидатору или турникету), на 11 день он активируется автоматически | Неограниченное число поездок на наземном транспорте Москвы                                                     |
| Автобус-Трамвай                       | 90 дней                               | 5300            | После приобретения даётся 10 дней для активации (приложить карту к валидатору или турникету), на 11 день он активируется автоматически | Неограниченное число поездок на наземном транспорте Москвы                                                     |
| Автобус-Трамвай                       | 365 дней                              | 15 400          | После приобретения даётся 10 дней для активации (приложить карту к валидатору или турникету), на 11 день он активируется автоматически | Неограниченное число поездок на наземном транспорте Москвы                                                     |

### Комбинации билетов
На одной карте могут быть записаны проездных билеты на городской транспорт нескольких типов одновременно: «Единый», «ТАТ», «Автобус зона Б». Также на карту можно записать не более одного нового билета каждого типа до окончания действия старого.
Записанные проездные билеты «Единый», «ТАТ», «Автобус зона Б» имеют приоритет при оплате проезда перед билетом «Кошелёк». При оплате с «Кошелька» в случае одной и более пересадок в течение 90 минут с начала поездки и не более чем одной поездки на метро будет автоматически использован тариф «90 минут». В зависимости от комбинации билетов оплата поездок на городском транспорте будет происходить по следующей схеме:
| Билет на «Тройке» | Билет на «Тройке» | Оплата поездки        | Оплата поездки     |
| Единый            | Автобус-Трамвай   | метро, МЦК, монорельс | наземный транспорт |
| ----------------- | ----------------- | --------------------- | ------------------ |
| есть              | есть              | Единый                | Автобус-Трамвай    |
| есть              | нет               | Единый                | Единый             |
| нет               | есть              | Кошелёк               | Автобус-Трамвай    |
| нет               | нет               | Кошелёк               | Кошелёк            |

### Способы пополнения карты
Пополнить «Кошелёк» «Тройки» и записать проездные билеты можно в кассах и билетных автоматах метрополитена и МЦК, в автоматизированных киосках Мосгортранса. Кроме того, пополнить «Кошелёк» «Тройки» можно на терминалах агентов: «Центральная ППК», «Московско-Тверская ППК», «Аэроэкспресс», «МегаФон», «Велобайк», «Элекснет», EuroPlat и других, в терминалах банков «МКБ» и «ВТБ».
Возможно также пополнение с помощью мобильных телефонов, оборудованных протоколом NFC, поддерживающим технологию «Mifare Classic». В мобильных приложениях «Московский транспорт», «Метро Москвы» (Московский метрополитен), «Мой проездной»/«Мой умный город» (ВТБ) и «Тройка. Пополнение и проверка» реализована возможность непосредственной записи на карту «Тройка» как баланса Кошелька, так и единых билетов.
Сайт «Московский транспорт», мобильные приложения «Яндекс. Метро», «Сбербанк-онлайн», «Мосгорпас» и ряд других также позволяют удалённо пополнить баланс «Кошелька» «Тройки», однако для непосредственной записи информации на карту необходимо её активировать. До 2022 года нужно было использовать жёлтые информационные терминалы в вестибюлях станций метро, выбрав пункт меню «Активировать удалённое пополнение». С 27 января 2022 года «записать» пополнение можно на всех валидаторах в наземном транспорте, а с мая 2024 года пополнение автоматически записывается на всех турникетах метро и МЦК.

### Сервис для юридических лиц
В 2018 году ГУП «Мосгортранс» представил сервис для индивидуальных предпринимателей и организаций для покупки проездных билетов по безналичному расчёту через Интернет — «Тройка Бизнес». Сервис позволяет заказать карты «Тройка» и билеты для них через Интернет, без заключения договора (ранее, требовалось заключить договор, собирать карты у сотрудников и передавать их в ГУП «Мосгортранс» для записи билетов). Особенностью нового сервиса является возможность записи билетов напрямую через одноимённое приложение для устройств на базе Android.

### Билеты на пригородные поезда
На «Тройку» можно записать разовые и абонементные билеты на пригородные поезда ЦППК, а также разовые и абонементные билеты на пригородные поезда МТППК.
| Дни проезда                                                                                          | Срок действия                                                                                             |
| --- | --- |
| Ежедневно                                                                                            | 1 (включая «Большая Москва», «Моё Подмосковье»), 2—12 месяцев (без скидок и льгот) 5, 10, 15, 20, 25 дней |
| По рабочим дням                                                                                      | 10, 15, 20, 25, 30, 60, 90, 120, 160, 180, 360 дней                                                       |
| Билет выходного дня (с пятницы по понедельник, предпраздничный, праздничный и послепраздничный день) | 1 месяц                                                                                                   |
| В определённые даты                                                                                  | выбранные даты в пределах одного календарного месяца                                                      |

Эти билеты можно записать в кассах пригородного железнодорожного сообщения и в большинстве автоматов РЖД. На карту «Тройка» можно записать максимум два абонемента с различными сроками действия и пунктами назначения. Пассажир имеет право выходить по абонементу, записанному на карту, на любых остановочных пунктах в пределах зоны действия абонемента. Например, при наличии абонемента между Москвой и Пушкино можно входить и выходить в Мытищах. Билет можно купить максимум за 30 дней до начала использования. Также как и на других картах на «Тройке» действует задержка на проход (повторный вход или повторный выход на той же станции), равная 40 минутам.
Записанные на карту «Тройка» безлимитные абонементы можно пока проверить только в кассах железной дороги. В перспективе станет возможным проверка «Тройки» в информационных терминалах ЦППК.

### Проездные билеты и тарифы в Тульской области
| Вид транспортной услуги | Время         | Количество поездок | Категория граждан   | Расстояние, км | Расстояние, км | Стоимость, руб. |
| --- | ------------- | ------------------ | ------------------- | -------------- | -------------- | --------------- |
| Проезд пассажиров или провоз одного места багажа по муниципальным маршрутам регулярных перевозок в городском сообщении                                                   | 05:00 — 23:00 | 1                  | все лица            |                |                | 19              |
| Проезд пассажиров или провоз одного места багажа по муниципальным маршрутам регулярных перевозок в городском сообщении                                                   | 23:00 — 05:00 | 1                  | все лица            | 31             |                |                 |
| Единый месячный проездной билет на проезд по муниципальным маршрутам регулярных перевозок в городском сообщении                                                          | круглосуточно | неограниченно      | отдельные категории | 500            |                |                 |
| Единый месячный проездной билет на проезд по муниципальным маршрутам регулярных перевозок в городском сообщении                                                          | круглосуточно | неограниченно      | физические лица     | 1000           |                |                 |
| Единый месячный проездной билет на проезд по муниципальным маршрутам регулярных перевозок в городском сообщении                                                          | круглосуточно | неограниченно      | юридические лица    | 2300           |                |                 |
| Проезд пассажиров в автобусах по муниципальным маршрутам в пригородном сообщении и межмуниципальным маршрутам регулярных перевозок в границах Тульской области           | круглосуточно | 1                  | все лица            | от 1 до 30     | от 1 до 30     | 2,8             |
| Проезд пассажиров в автобусах по муниципальным маршрутам в пригородном сообщении и межмуниципальным маршрутам регулярных перевозок в границах Тульской области           | круглосуточно | 1                  | все лица            | от 30 до 60    | от 1 до 30     | 2,8             |
| Проезд пассажиров в автобусах по муниципальным маршрутам в пригородном сообщении и межмуниципальным маршрутам регулярных перевозок в границах Тульской области           | круглосуточно | 1                  | все лица            | от 30 до 60    | от 30 до 60    | 2,5             |
| Проезд пассажиров в автобусах по муниципальным маршрутам в пригородном сообщении и межмуниципальным маршрутам регулярных перевозок в границах Тульской области           | круглосуточно | 1                  | все лица            | от 60          | от 1 до 30     | 2,8             |
| Проезд пассажиров в автобусах по муниципальным маршрутам в пригородном сообщении и межмуниципальным маршрутам регулярных перевозок в границах Тульской области           | круглосуточно | 1                  | все лица            | от 60          | от 30 до 60    | 2,5             |
| Проезд пассажиров в автобусах по муниципальным маршрутам в пригородном сообщении и межмуниципальным маршрутам регулярных перевозок в границах Тульской области           | круглосуточно | 1                  | все лица            | от 60          | от 60          | 2,4             |
| Провоз каждого места багажа в автобусах по муниципальным маршрутам в пригородном сообщении и межмуниципальным маршрутам регулярных перевозок в границах Тульской области | круглосуточно | 1                  | все лица            | от 1 до 30     | от 1 до 30     | 28              |
| Провоз каждого места багажа в автобусах по муниципальным маршрутам в пригородном сообщении и межмуниципальным маршрутам регулярных перевозок в границах Тульской области | круглосуточно | 1                  | все лица            | от 30 до 60    | от 30 до 60    | 48              |
| Провоз каждого места багажа в автобусах по муниципальным маршрутам в пригородном сообщении и межмуниципальным маршрутам регулярных перевозок в границах Тульской области | круглосуточно | 1                  | все лица            | от 60          | от 60          | 80              |

На транспортную карту «Тройку» можно записать билет на проезд в железнодорожном транспорте в пригородном сообщении, а также на электричку Тула-Москва.

## Модификации

### «Пятёрка»

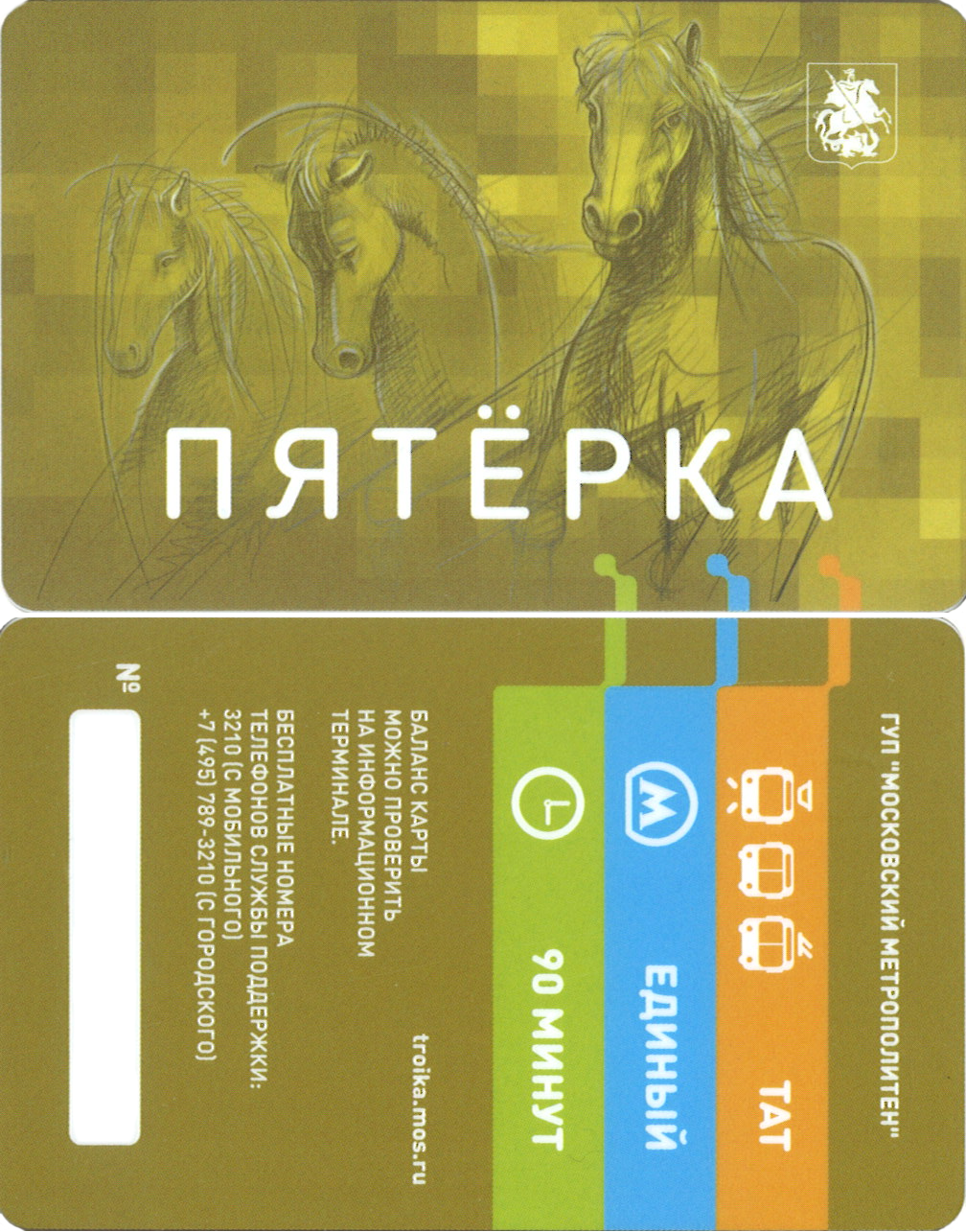
Внешний вид карты (лицевая и оборотная сторона)

«Пятёрка» — электронный кошелёк с функцией, идентичной функции «Тройки», предназначавшийся для студентов-первокурсников вузов очной формы обучения.
Электронный кошелёк «Пятёрка» был введён Департаментом транспорта Москвы по поручению С. С. Собянина в октябре 2013 года и распространялся среди студентов-первокурсников московских вузов. Карта выдавалась в конверте, на лицевой стороне которого имелась надпись «Первокурсник — 2013» и изображение лицевой стороны карты. Тестовый период карты проходил в ноябре 2013 года, в течение этого периода на ней действовал билет «Единый» без ограничения числа поездок на всех видах городского общественного транспорта. По окончании действия билета карта заработала в режиме «Тройки». После октября 2013 года карта больше не выдаётся.

### Совмещённые «Тройка» и «Стрелка»
2 июня 2016 года выпущены две гибридные карты, объединяющие в себе функции «Тройки» с функциями транспортной карты Московской области «Стрелка». Одна из этих новых карт является «Тройкой» с дополнительным транспортным приложением «Стрелка», другая — «Стрелкой», дополненной приложением «Тройка». Оба варианта позволяют пользоваться транспортом как в Москве, так и в области, включая электрички и «Аэроэкспресс», а также автобусы и маршрутки Мострансавто и областных коммерческих перевозчиков.

### Брелки и другие аксессуары
В 2016 году при записи на карту «Тройка» билета «Единый» на 90 суток в подарок выдавался брелок «Тройка». Функциональность у брелока та же, что и у классической карты. Брелоки были выпущены ограниченным тиражом.
С марта 2017 года брелок «Тройка» можно приобрести в сувенирных киосках возле стоек «Живое общение» на станциях «Павелецкая» Замоскворецкой линии, «Арбатская» Арбатско-Покровской линии, «Площадь Революции» и «Пушкинская». Цена — 300 рублей, оплата поездок в эту сумму не входит и производится отдельно. Также выпускаются совмещённые кобрендинговые брелоки «Тройка-Стрелка», их цена — 350 рублей. Брелоки пополняются только в кассах Московского метрополитена. 25 декабря Московский метрополитен выпустил транспортные карты «Тройка» в виде наклеек и вкладышей.
В марте 2019 года в продажу поступили кожаные браслеты с функцией карты «Тройка» в пяти цветах (чёрные, синие, вишнёвые, розовые и коричневые) ценой 650 руб. и кольца со стразами (белые и чёрные с прозрачными стразами, белые с красными стразами) ценой 2300 руб.. В августе 2018 и апреле 2019 года выпускались жетоны с функционалом карты «Тройка», размером жетон немного больше пятирублёвой монеты, работает путём прикладывания к считывателю.
В 2022 году выпущено совмещение карт «Тройка» и «Москвёнок» для учащихся средних школ.

### Совмещённые «Тройка» и «Подорожник»
2 июня 2017 года реализован проект по объединению «Тройки» с транспортной картой Санкт-Петербурга «Подорожник». Как и со «Стрелкой», выпущены два модифицированных варианта, где либо «Тройка», либо «Подорожник» является основной картой, а другая из них — дополнительным кошельком. При этом существуют технические ограничения использования данной карты в виде ограниченного числа турникетов в каждом вестибюле Петербургского метрополитена, принимающих карту к валидации независимо от того, записаны ли на них петербургские проездные билеты.

### Приложение «Тройка» на банковской карте
С 2014 года различными российскими банками выпускаются кобейджинговые банковские карты с транспортным приложением «Тройка». Приложение функционирует в режиме обычной карты «Тройка», однако при этом для него не доступно прямое пополнение ни через автоматы в метро, ни через терминалы «МКБ». На сентябрь 2021 года такие банковские карты выпускают «ВТБ» и «Россельхозбанк»; ранее за всё время существования «Тройки» данное приложение к своим картам также выпускали «Сбербанк», «Газпромбанк», «Русский стандарт» и другие банки.

## Тематические карты
- С 2017 года тематические карты выпускаются в рамках анонсов значимых городских событий, а также в дни открытий новых участков метро с изображениями всех открываемых в этот день станций.
- В 2019 году московский метрополитен совместно с киностудией «Союзмультфильм» выпустило новую карту «Тройка». На ней изображён Чебурашка — герой четырёх мультфильмов Романа Качанова, персонаж, придуманный писателем Э. Н. Успенским. Выпуск тематической карты осуществлён к «юбилею» мультипликационного героя: в 1969 году вышел на экраны первый мультфильм с Чебурашкой — «Крокодил Гена»[75].
- В 2021 году выпустили карты с портретами Владислава Третьяка, Вячеслава Фетисова, Ильи Ковальчука, Александра Овечкина и других легенд российского хоккея. Выпуск приурочили к 75-летию российского хоккея[76].
- В 2023 году, в честь 20-летия мультсериала «Смешарики», выпустили карты с персонажами этого мультсериала. В апреле 2025 года заммэра Москвы по вопросам транспорта и промышленности Максим Ликсутов сообщил, что именно эта серия тематических карт стала самой популярной среди москвичей[77].
- С 2024 году были выпущены несколько тематических карт «Тройка» с обитателями Московского зоопарка: манулом Тимофеем[78], пандой Катюшей[79], медведицей Машей и гиеной Акелой[80].
- В 2025 году были выпущены лимитированные серии карт с изображением картин Третьяковской галереи: «Смотрины» Николая Неврева, «Гости» Абрама Архипова, «В праздник» Николая Кузнецова и «Рожь» Ивана Шишкина[81], а также «Московский дворик» Василия Поленова, «Неизвестная» Ивана Крамского, «Девочка с персиками» Валентина Серова, «Березовая роща» Архипа Куинджи[82].

## Недостатки
- В случае пополнения баланса карты деньги, находящиеся на балансе, расходуются только по базовым тарифам «Электронного кошелька», их нельзя израсходовать на запись тех или иных билетов.
- Сложная система «удалённого пополнения» карты, которое возможно с помощью сервисов соцсетей, через большинство клиент-банков, а также с помощью отправки СМС на короткий номер 3210 (списание происходит со счёта мобильного телефона): при его использовании пассажир всё равно должен пользоваться жёлтым информационным терминалом метрополитена для записи баланса в память карты. Недостаток постепенно устраняется путём установки у компаний-партнёров терминалов для записи билетов и пополнения «Электронного кошелька», а также развитием онлайн-приложений: запись единых билетов и пополнение баланса карты уже реализованы в мобильных приложениях «Мой проездной»/«Мой умный город» (ВТБ)[83], «Тройка. Пополнение и проверка» и «Метро Москвы» (Московский метрополитен)[84], для чего требуется телефон с протоколом NFC, способный эмулировать работу жёлтого терминала.

## История

### 2013 год
- 2 апреля — с изменением тарифов на общественном транспорте Москвы в 2013 году появилась возможность получить карту «Тройка», уплатив залог и внеся на её счёт стоимость одной поездки[85][86].
- 1 июня — появление на карте «Тройка» тарифа «90 минут»[86] за 44 рубля и возможности пополнения карт в банковских и платёжных терминалах.
- 7 сентября — на Ярославском вокзале запущен пилотный проект записи безлимитных билетов для пригородных электропоездов ЦППК и РЭКС[87].
- 20 сентября — появление возможности записи любого тарифа билетов «ТАТ», «Единый» и «90 минут», включая безлимитные, а также абонементов для электропоездов[88][89].

### 2014 год
- 1 января — появление возможности записи проезда в зоне Б по тарифу 26 рублей, а также записи билетов «Автобус»: изумрудных для проезда в зоне Б или переходной зоне, серых для проезда между зонами[90][91].
- Август — появление возможности записи билетов на 1 поездку в электропоездах РЭКС.
- 3 октября — появление возможности записи билетов на 1 и 2 поездки в электропоездах ЦППК.
- 29 октября — карту «Тройка» теперь можно пополнить в кассах «Аэроэкспресс» и на терминалах партнёров (в салонах «Мегафон», терминалах «Европлат», «Элекснет», на станциях городского велопроката «Велобайк»[92].
- 5 ноября заработало пополнение карты на сайте[93] и появился базовый тариф для проезда в электропоездах «Аэроэкспресс» стоимостью 400 рублей.

### 2015 год
- Май — появилась возможность пополнять баланс электронного кошелька «Тройки» и записывать на неё билеты Единый, ТАТ, 90 минут в билетопечатающих автоматах ЦППК, однако данную функцию поддерживают не все автоматы[94].
- Июнь — Банк Москвы выпустил приложение «Мой проездной» для ОС Android, позволяющее осуществлять удалённое пополнение электронного счёта «Тройки» с банковской карты. Для осуществления пополнения необходимо ввести номер «Тройки» и банковской карты, с которой осуществляется пополнение. Сумму пополнения необходимо активировать через жёлтый терминал в вестибюлях метро[95]. Для смартфонов, поддерживающих технологию NFC, приложение позволяет покупать билеты Единый, ТАТ и 90 минут с одновременной записью их на «Тройку».
- Август — Социальная сеть «Одноклассники» выпустила сервис, который позволяет пополнять баланс карты «Тройка». Оплата производится посредством банковской карты, которую можно «привязать» к аккаунту в социальной сети[96].
- Ноябрь — введение возможности оплаты некоторых нетранспортных услуг картой «Тройка», таких как вход в Московский зоопарк и в интерактивный музей «Лунариум» Московского планетария.
- 29 декабря — после перезапуска катка в парке Горького введена возможность входа на сеанс по карте «Тройка» по цене стандартного билета. 3 января 2016 года такая же функция запущена и на катке на ВДНХ.

### 2016 год
- 2 июня — введение кобрендинговой модификации карты с дополнительным приложением «Стре́лка», позволяющим оплачивать проезд в транспорте Московской области.
- Лето — появление брелоков «Тройка».

### 2017 год
- 2 июня — выпуск модификации «Тройки», дополненной приложением петербургской карты «Подорожник».

### 2018 год
- 2 ноября — объявлен конкурс на разработку новой билетной информационной системы, в которой будут реализованы возможности пополнения счёта и покупки билетов с помощью мобильного приложения и личного кабинета пользователя, привязка нескольких карт и перенос средств и билетов на другие носители, билеты с открытой датой, история поездок, единый счёт для корпоративных клиентов, интеграция с билетными системами независимых перевозчиков и других регионов[97][98].
- 21 ноября — глава администрации Тулы Евгений Авилов заявил о внедрении карты «Тройка» в Туле.[99]

### 2019 год
- 11 марта — началась продажа первой пробной партии колец «Тройка» со стразами. Метрополитен выпустил кольца в трёх вариациях: белые и чёрные с прозрачными стразами, а также белые с красными стразами. Кольца с функцией карты «Тройка» нового образца в наличии в сувенирных магазинах на станциях метро «Трубная» и «Маяковская». Всего в продажу поступило 300 колец, стоимость одного составляет 2300 руб. По просьбам пассажиров впервые выпущены кольца 16, 19 и 20 размеров[100].
- 20 апреля — картой «Тройка» теперь можно оплатить вход в Пушкинский музей. На конец апреля 2019 года карту принимают 45 самых разных музеев и галерей Москвы[101].
- 10 июня — стало возможным оплатить картой речные круизы по Москве-реке[102][103].

### 2020 год
- 15 апреля — с введением пропускного режима в Москве карта стала единственным доступным средством оплаты проезда в общественном транспорте Москвы с обязательной привязкой к ней цифрового пропуска. Начато распространение карт через сеть магазинов «Магнит». С 12 июня это требование было отменено.
- 25 августа — появилась информация о введении столичной системы оплаты проезда в Тульской области.[104]
- 9 октября — завершено тестирование карты «Тройка» в транспорте Тулы и Тульской области.[105]. В этот же день Департамент информационных технологий Москвы начал блокировки карт «Тройка», данные о которых работодатели передают в рамках требований указа Мэра Москвы № 97-УМ от 06 октября 2020 года о переводе 30 % сотрудников на удалённую работу.
- 20 октября — министр транспорта и дорожного хозяйства Тульской области Родион Дудник анонсировал запуск карты «Тройка».[65]
- 2 ноября — карта «Тройка» заработала в общественном транспорте Тулы и Тульской области. В этот же день в рамках начавшегося скидочного эксперимента «Время ранних» на Таганско-Краснопресненской и Некрасовской линиях Московского метро в утренние будничные часы впервые появился скидочный тариф; пользователи записанных на «Тройку» единых безлимитных проездных могут еженедельно получать кэшбэк на тариф «Кошелёк» в размере 20 рублей за каждую поездку в скидочные часы.
- 5 ноября — появилась информация о запуске «Тройки» в транспорте Московской области с 1 января 2021 года.[106]
- 18 ноября — мэрия Москвы, правительство Подмосковья и «Сбербанк» подписали соглашение о развитии транспортной карта «Тройка» на всей территории России.[107]

### 2021 год
- 27 января — появилась возможность привязки карты к личному кабинету в приложении «Метро Москвы».
- 1 февраля — «Тройка» заработала в Московской области[108]. Для совмещённых карт «Тройка+Стрелка», в целях исключения двойного списания средств с электронного кошелька списание производится с приложения «Тройка».
- 29 мая — с открытием Восточного вокзала в переходе с него на станцию МЦК «Локомотив» появились валидаторы стандарта МЦД с функцией для пассажиров поездов дальнего следования, прибывающих из Нижнего Новгорода, бесплатной пересадки с Нижегородского метрополитена на Московский (или МЦК).
- 24 августа — анонсирована возможность загрузки виртуальной карты «Тройка» в мобильный кошелёк сервиса Samsung Pay[109].
- 1 сентября — пассажиры могут осуществлять пересадки между автобусами, электробусами и трамваями разных маршрутов с использованием карты «Тройка», ничего не доплачивая (если пересадка совершается в течение 90 минут с начала поездки)[44].
- 1 октября — начало работы карты «Тройка» в Новом Уренгое[36].
- 8 октября — начало тестирования в Карелии специальной фокус-группой. На данный момент доступен 5-й троллейбусный маршрут и автобусы до Видан и Бесовца.[110]
- 17 ноября — начало тестирования карты «Тройка» в нескольких городах Ростовской области: Новочеркасск, Шахты, Азов и Волгодонск. Планируется запуск карты во всём регионе в 2022 году[111].
- 16 декабря — запуск виртуальной карты «Тройка», которая работает в Samsung Pay и Google Pay[112].
- 17 декабря — начало работы карты «Тройка» в наземном транспорте Новосибирска[113].

### 2022 год
- 2 января — представлена возможность бесплатно пересаживаться по карте «Тройка», привязанной к личному кабинету в приложении «Метро Москвы» или на сайте, на всём наземном транспорте — не только между разными маршрутами, но и в рамках одного[114].
- 26 января — «СберТройка» запустила единую билетную систему на базе «Тройки» в Иркутске[115].
- 27 января — появилась возможность активировать пополнение баланса карты «Тройка» в салоне наземного транспорта, а не только в метрополитене[56][57].
- 28 июня — «Тройка» уже работала в 20 регионах России[116].
- 2 сентября — «Тройка» начала работать в Луганске[117].
- 30 сентября «Тройку» запустили в Пензенской области.
- 28 октября система была запущена в Тыве (Кызыл)[4][118].

### 2023 год
- 11 января система заработала в Йошкар-Оле[119].
- 3 февраля система заработала в Архангельске. Сначала внедряется система «СберТройка», а затем и основные карты[120]. Карта стала доступна уже в 32 регионах России примерно для 30 млн жителей. Регионы с помощью неё уже снизили соответствующие затраты на 40 %. Количество поездок, совершённых в системе «СберТройка», выросло за 2 года с 5 до 20 миллионов ед. в месяц[121].
- 2 марта система заработала в Курске в полноценном режиме[122].
- 7 марта 34-м регионом России, в котором начала работать система, стала Удмуртия[7].
- 10 марта система запущена в 35 регионе России, Республике Хакасия[9].
- 29 марта мэр Москвы Сергей Собянин сообщил, что система вскоре будет внедрена в ДНР, ЛНР, Запорожской и Херсонской областях[123].
- 3 мая завершён перевод всего транспорта в Ростове-на-Дону на «Тройку», «СберТройку» и безналичную оплату[124]
- 16 мая начато тестирование системы в Калининградской области при полноценном использовании на трёх маршрутах[125].
- 17 мая карта заработала также на водном транспорте Архангельска[126].
- С июня карта начала работу в Хабаровске. Внедрение произойдёт путём замены местных Единых транспортных карт на Тройки[127].
- С 1 августа система начала работу в Донецке (ДНР)[128]. Планируется, что до конца 2025 года система будет работать уже в 59 регионах России[15].
- 5 сентября система на основе «Тройки» и «СберТройки» заработала в Мурманской области более чем на 100 маршрутах. Система доступна уже в 38 регионах для различного использования[129].
- 20 сентября система стала главным оператором на всём транспорте Новосибирской области. До конца года система была внедрена повсеместно[130].
- 3 октября система заработала в Котласе[131].
- 15 октября в Москве начато внедрение виртуальной карты Тройка во всех видах городского транспорта на основе российских систем оплаты[132].
- 24 октября началось внедрение системы «СберТройка» в Ульяновске[133].

### 2024 год
- В марте система заработала в Нижневартовске (ХМАО)[4].
- 5 июня систему запустили в Челябинской области[10]
- 4 июля система была запущена в Приморском крае[3].

### 2025 год
- 1 января система была запущена в Новосибирской области [128].
- 10 марта система заработала в Томской области[134].

### Комментарии
1. ↑  Можно выбрать — все чётные, все нечётные дни или в определённые даты (от 5 до 15).